# Eliminatoria al Campeonato Africano Sub-20 de 2021
La fase de clasificación de la Copa Africana de Naciones Sub-20 de 2021 decidió los equipos participantes de la fase final. Un total de doce equipos jugaron en el torneo final, organizado por Mauritania.

## Equipos
Esta será la primera edición de la Copa Africana de Naciones Sub-20 que se expandirá a 12 equipos en lugar de ocho. Cada una de las seis zonas recibió dos lugares en el torneo final.
| - Argelia - Egipto - Libia | - Marruecos - Túnez (H) |

| - Gambia - Guinea - Guinea-Bisáu - Malí | - Mauritania (Q) - Senegal (H) - Sierra Leona |

| - Benín (H) - Burkina Faso - Ghana - Costa de Marfil | - Níger - Nigeria - Togo |

| - Camerún - República Centroafricana - Chad - Congo | - RD Congo - Guinea Ecuatorial (H) - Santo Tomé y Príncipe |

| - Burundi - Yibuti - Eritrea - Etiopía - Kenia - Ruanda | - Somalia - Sudán del Sur - Sudán - Tanzania (H) - Uganda |

| - Angola - Botsuana - Comoras - Suazilandia - Lesoto - Malaui | - Mozambique - Namibia - Sudáfrica (H) - Zambia - Zimbabue |

Notas
- Los equipos en negrita se clasificaron para el torneo final.
- (H): Anfitriones del torneo de clasificación.
- (Q): Calificado automáticamente para el torneo final independientemente de los resultados de la clasificación.

## Calendario
La competencia de clasificación se divide en competencias regionales, y los equipos ingresan al torneo de clasificación de su zona. Los arreglos finales de los clasificatorios zonales se decidieron más tarde debido a los retrasos causados por la pandemia de COVID-19. El calendario de cada zona de clasificación es el siguiente.
| Zona             | Fase de grupos                                                                              | Fase final                                                                                  |
| ---------------- | ------------------------------------------------------------------------------------------- | ------------------------------------------------------------------------------------------- |
| Zona Oeste A     | 20–25 de noviembre de 2020                                                                  | 27–29 de noviembre de 2020                                                                  |
| Zona Centro-Este | 22–27 de noviembre de 2020                                                                  | 30 noviembre–2 de diciembre de 2020                                                         |
| Zona Centro-Este | Originalmente programado para jugarse a principios de octubre/noviembre de 2020 en Sudán    |                                                                                             |
| Zona Sur         | 3–9 de diciembre de 2020                                                                    | 11–13 de diciembre de 2020                                                                  |
| Zona Sur         | Originalmente programado para jugarse en Mauricio en el mismo período de tiempo             |                                                                                             |
| Zona Oeste B     | 5–12 de diciembre de 2020                                                                   | 15–19 de diciembre de 2020                                                                  |
| Zona Oeste B     | Originalmente del 12 al 26 de septiembre de 2020 en Burkina Faso                            |                                                                                             |
| Zona Norte       | 15–27 de diciembre de 2020                                                                  | —                                                                                           |
| Zona Central     | Aplazado, originalmente programado para ser jugado a principios/mediados de octubre de 2020 | Aplazado, originalmente programado para ser jugado a principios/mediados de octubre de 2020 |

## Zona Norte
Túnez alberga el Torneo UNAF Sub-20 2020 del 15 al 27 de diciembre de 2020. Se clasificarán los dos primeros equipos del torneo, los campeones y los subcampeones.

#### Grupo A
| Equipo    | Pts       | PJ        | PG        | PE        | PP        | GF        | GC        | Dif       |
| --------- | --------- | --------- | --------- | --------- | --------- | --------- | --------- | --------- |
| Marruecos | 5         | 3         | 1         | 2         | 0         | 2         | 1         | +1        |
| Túnez     | 5         | 3         | 1         | 2         | 0         | 2         | 1         | +1        |
| Libia     | 4         | 3         | 1         | 1         | 1         | 2         | 2         | 0         |
| Argelia   | 1         | 3         | 0         | 1         | 2         | 1         | 3         | -2        |
| Egipto    | Se retiró | Se retiró | Se retiró | Se retiró | Se retiró | Se retiró | Se retiró | Se retiró |

| 15 de diciembre de 2020 | Libia | Cancelado | Egipto | Stade Chedli Zouiten, Túnez |                             |
|                         |       | Reporte   |        | Árbitro(s): Lotfi Bekouassa | Árbitro(s): Lotfi Bekouassa |

| 15 de diciembre de 2020 | Túnez         | 1:1 (1:1) | Argelia         | Estadio Olímpico de Radès, Radès |                               |
|                         | - Balamin 33' | Reporte   | - 12' Al-Bloumi | Árbitro(s): Ahmed El-Ghandour    | Árbitro(s): Ahmed El-Ghandour |

| 18 de diciembre de 2020 | Egipto | Cancelado | Túnez | Estadio Olímpico de Radès, Radès |  |
|                         |        | Reporte   |       |                                  |  |

| 18 de diciembre de 2020 | Argelia | 0:1 (0:0) | Marruecos      | Stade Chedli Zouiten, Túnez |                          |
|                         |         | Reporte   | - 76' Maouhoub | Árbitro(s): Mehrez Melki    | Árbitro(s): Mehrez Melki |

| 21 de diciembre de 2020 | Marruecos | 0:0     | Túnez | Estadio Olímpico de Radès, Radès      |                                       |
|                         |           | Reporte |       | Árbitro(s): Mutaz Ibrahim Al-Shalmani | Árbitro(s): Mutaz Ibrahim Al-Shalmani |

| 21 de diciembre de 2020 | Libia             | 1:0 (1:0) | Argelia | Stade Chedli Zouiten, Túnez |                         |
|                         | - Bara 19' (a.g.) | Reporte   |         | Árbitro(s): Jalal Jayed     | Árbitro(s): Jalal Jayed |

| 24 de diciembre de 2020 | Argelia | Cancelado | Egipto | Stade Chedli Zouiten, Túnez |  |
|                         |         | Reporte   |        |                             |  |

| 24 de diciembre de 2020 | Marruecos                | 1:1 (1:0) | Libia        | Estadio Olímpico de Radès, Radès |                               |
|                         | - Targhalline 31' (pen.) | Reporte   | - 47' Khalil | Árbitro(s): Ahmed El-Ghandour    | Árbitro(s): Ahmed El-Ghandour |

| 27 de diciembre de 2020 | Túnez        | 1:0 (0:0) | Libia | Estadio Olímpico de Radès, Radès |                             |
|                         | - Labidi 85' | Reporte   |       | Árbitro(s): Lotfi Bekouassa      | Árbitro(s): Lotfi Bekouassa |

| 27 de diciembre de 2020 | Egipto | Cancelado | Marruecos | Stade Chedli Zouiten, Túnez |  |
|                         |        | Reporte   |           |                             |  |

## Zona Oeste A
Senegal fue sede del Campeonato Sub-20 WAFU-UFOA Zona A entre el 20 y el 29 de noviembre de 2020. Los partidos se jugaron en Thiès (Stade Lat-Dior) y Pikine (Stade Al Djigo).
Todas las horas son locales, GMT (UTC±0).

### Fase de grupos
El sorteo de la fase de grupos se celebró el 6 de noviembre de 2020. Los siete equipos se dividieron en dos grupos de tres y cuatro equipos. Los ganadores y los subcampeones de cada grupo avanzaron a las semifinales.

#### Grupo A
| Equipo       | Pts | PJ | PG | PE | PP | GF | GC | Dif |
| ------------ | --- | -- | -- | -- | -- | -- | -- | --- |
| Senegal      | 4   | 2  | 1  | 1  | 0  | 6  | 2  | +4  |
| Gambia       | 3   | 2  | 1  | 0  | 1  | 3  | 6  | -3  |
| Sierra Leona | 1   | 2  | 0  | 1  | 1  | 2  | 3  | -1  |

| 20 de noviembre de 2020 | Senegal      | 1:1 (0:0) | Sierra Leona | Stade Lat-Dior, Thiès       |                             |
| 17:00                   | - Diallo 68' | Reporte   | - 55' Musa   | Árbitro(s): Ousmane Diakaté | Árbitro(s): Ousmane Diakaté |

| 22 de noviembre de 2020 | Gambia              | 1:5 (1:2) | Senegal                                                            | Stade Lat-Dior, Thiès       |                             |
| 17:00                   | - Bojang 45' (pen.) | Reporte   | - 5' Diallo - 45+2' (pen.), 48' Lopy - 52' (pen.) Bâ - 89' Mandefu | Árbitro(s): Bonifacio Silva | Árbitro(s): Bonifacio Silva |

| 24 de noviembre de 2020 | Sierra Leona | 1:2 (0:0) | Gambia                    | Stade Lat-Dior, Thiès       |                             |
| 17:00                   | - Conteh 89' | Reporte   | - 51' Kanteh - 86' Bojang | Árbitro(s): Younousa Camara | Árbitro(s): Younousa Camara |

#### Grupo B
| Equipo       | Pts | PJ | PG | PE | PP | GF | GC | Dif |
| ------------ | --- | -- | -- | -- | -- | -- | -- | --- |
| Guinea       | 9   | 3  | 3  | 0  | 0  | 6  | 1  | +5  |
| Guinea-Bisáu | 6   | 3  | 2  | 0  | 1  | 3  | 2  | +1  |
| Malí         | 3   | 3  | 1  | 0  | 2  | 2  | 5  | -3  |
| Mauritania   | 0   | 3  | 0  | 0  | 3  | 0  | 3  | -3  |

| 21 de noviembre de 2020 | Malí | 0:2     | Guinea-Bisáu | Stade Lat-Dior, Thiès         |                               |
| 16:00                   |      | Reporte |              | Árbitro(s): Elhadji Amadou Sy | Árbitro(s): Elhadji Amadou Sy |

| 21 de noviembre de 2020 | Guinea   | 1:0 (1:0) | Mauritania | Stade Lat-Dior, Thiès     |                           |
| 19:00                   | - Bah 8' | Reporte   |            | Árbitro(s): Hassan Corneh | Árbitro(s): Hassan Corneh |

| 23 de noviembre de 2020 | Guinea                                | 3:1 (0:0) | Malí        | Stade Lat-Dior, Thiès    |                          |
| 16:00                   | - Soumah 55' (pen.) - Bérété 73', 76' | Reporte   | - 87' Diaby | Árbitro(s): Lamin Jammeh | Árbitro(s): Lamin Jammeh |

| 23 de noviembre de 2020 | Mauritania | 0:1 (0:1) | Guinea-Bisáu | Stade Lat-Dior, Thiès      |                            |
| 19:00                   |            | Reporte   | - 31' Sanha  | Árbitro(s): Adalbert Diouf | Árbitro(s): Adalbert Diouf |

| 25 de noviembre de 2020 | Malí       | 1:0 (1:0) | Mauritania | Stade Lat-Dior, Thiès         |                               |
| 16:00                   | - Keïta 9' | Reporte   |            | Árbitro(s): António Rodrigues | Árbitro(s): António Rodrigues |

| 25 de noviembre de 2020 | Guinea                        | 2:0 (2:0) | Guinea-Bisáu | Stade Al Djigo, Pikine     |                            |
| 19:00                   | - Soumah 14' (pen.) - Bah 31' | Reporte   |              | Árbitro(s): Adalbert Diouf | Árbitro(s): Adalbert Diouf |

### Fase final
|  | Semifinales  | Semifinales  | Semifinales |         |            | Final      | Final | Final |  |
|  |              |              |             |         |            |            |       |       |  |
|  |              |              |             |         |            |            |       |       |  |
|  | Guinea       | Guinea       | 1           |         |            |            |       |       |  |
|  | Guinea       | Guinea       | 1           |         |            |            |       |       |  |
|  | Gambia       | Gambia       | 2           |         |            |            |       |       |  |
|  | Gambia       | Gambia       | 2           |         | Gambia (p) | Gambia (p) | 2 (4) |       |  |
|  |              |              |             |         | Gambia (p) | Gambia (p) | 2 (4) |       |  |
|  |              |              | Senegal     | Senegal | 2 (3)      |            |       |       |  |
|  | Senegal (p)  | Senegal (p)  | Senegal     | Senegal | 2 (3)      | 0 (5)      |       |       |  |
|  | Senegal (p)  | Senegal (p)  |             |         |            | 0 (5)      |       |       |  |
|  | Guinea-Bisáu | Guinea-Bisáu | 0 (4)       |         |            |            |       |       |  |
|  | Guinea-Bisáu | Guinea-Bisáu | 0 (4)       |         |            |            |       |       |  |
|  |              |              |             |         |            |            |       |       |  |

#### Semifinal
| 27 de noviembre de 2020 | Guinea    | 1:2 (0:1) | Gambia                            | Stade Lat-Dior, Thiès         |                               |
| 16:00                   | - Bah 49' | Reporte   | - 30' (a.g.) Camara - 64' Drammeh | Árbitro(s): António Rodrigues | Árbitro(s): António Rodrigues |

| 27 de noviembre de 2020 | Senegal                              | 0:0 (0:0 t. s.)(5:4 p.)    | Guinea-Bisáu                                      | Stade Lat-Dior, Thiès     |                           |
| 19:30                   |                                      | Reporte                    |                                                   | Árbitro(s): Hassan Corneh | Árbitro(s): Hassan Corneh |
|                         |                                      | Tiros desde el punto penal |                                                   |                           |                           |
|                         | - Lopy - Camara - Bâ - Seydi - Gueye |                            | - Iala - Cassamá - Fernandes - Correia - Monteiro |                           |                           |

#### Final
| 29 de noviembre de 2020 | Gambia                                              | 2:2 (1:1) (2:2) (0:0 t. s.)(4:3 p.) | Senegal                                        | Stade Lat-Dior, Thiès              |                                    |
| 17:00                   | - Mendy 4' - Drammeh 57'                            | Reporte                             | - 43' Lopy - 67' Gueye                         | Árbitro(s): Mohamed Abdelaziz Bouh | Árbitro(s): Mohamed Abdelaziz Bouh |
|                         |                                                     | Tiros desde el punto penal          |                                                |                                    |                                    |
|                         | - Bojang - Marr - Ceesay - Gomez - Drammeh - Kanteh |                                     | - Lopy - Camara - Diao - Seydi - Gueye - Dramé |                                    |                                    |

## Zona Oeste B
Los clasificatorios WAFU-UFOA Zona B para la Copa Africana de Naciones Sub-20 fueron inicialmente planeados para ser organizados por Burkina Faso, pero luego fueron trasladados a Togo, con los partidos programados para jugarse entre el 18 de noviembre y el 2 de diciembre. El 7 de noviembre, Togo anunció que no podría ser sede del torneo debido al resurgimiento de casos de COVID-19 en el país, con el brote localizado en el área de Lomé.
El 17 de noviembre se anunció que las eliminatorias regionales se jugarían ahora en Benín entre el 5 y el 19 de diciembre. El sorteo también se anunció el mismo día. Los partidos se jugaron en Porto Novo (Estadio Charles de Gaulle) y Cotonú (Estadio René Pleven d'Akpakpa).
Todas las horas son locales, WAT (UTC+1).

### Fase de grupos

#### Grupo A
| Equipo       | Pts | PJ | PG | PE | PP | GF | GC | Dif |
| ------------ | --- | -- | -- | -- | -- | -- | -- | --- |
| Níger        | 5   | 3  | 1  | 2  | 0  | 2  | 1  | +1  |
| Burkina Faso | 5   | 3  | 1  | 2  | 0  | 2  | 1  | +1  |
| Benín        | 3   | 3  | 1  | 0  | 2  | 2  | 2  | 0   |
| Togo         | 2   | 3  | 0  | 2  | 1  | 2  | 4  | -2  |

| 05 de diciembre de 2020 | Benín | 0:1 (0:1) | Níger         | Estadio Charles de Gaulle, Porto Novo |                                   |
| 16:00                   |       | Reporte   | - 40' Litnine | Árbitro(s): Clement Franklin Kpan     | Árbitro(s): Clement Franklin Kpan |

| 05 de diciembre de 2020 | Togo                 | 1:1 (1:0) | Burkina Faso | Estadio Charles de Gaulle, Porto Novo |                                |
| 19:00                   | - Dermane 38' (pen.) | Reporte   | - 64' Botué  | Árbitro(s): Abubakar Nuruddeen        | Árbitro(s): Abubakar Nuruddeen |

| 08 de diciembre de 2020 | Benín            | 2:0 (2:0) | Togo | Estadio Charles de Gaulle, Porto Novo |                            |
| 16:00                   | - Gomez 15', 30' | Reporte   |      | Árbitro(s): Benjamin Sefah            | Árbitro(s): Benjamin Sefah |

| 08 de diciembre de 2020 | Níger | 0:0     | Burkina Faso | Estadio Charles de Gaulle, Porto Novo |                                   |
| 19:00                   |       | Reporte |              | Árbitro(s): Clement Franklin Kpan     | Árbitro(s): Clement Franklin Kpan |

| 11 de diciembre de 2020 | Burkina Faso    | 1:0 (0:0) | Benín | Estadio Charles de Gaulle, Porto Novo |                            |
| 16:00                   | - Ouedraogo 54' | Reporte   |       | Árbitro(s): Benjamin Sefah            | Árbitro(s): Benjamin Sefah |

| 11 de diciembre de 2020 | Níger           | 1:1 (1:0) | Togo          | Estadio René Pleven d'Akpakpa, Cotonú |                                |
| 16:00                   | - Moustapha 14' | Reporte   | - 59' Dermane | Árbitro(s): Abubakar Nuruddeen        | Árbitro(s): Abubakar Nuruddeen |

#### Grupo B
| Equipo          | Pts | PJ | PG | PE | PP | GF | GC | Dif |
| --------------- | --- | -- | -- | -- | -- | -- | -- | --- |
| Costa de Marfil | 4   | 2  | 1  | 1  | 0  | 2  | 1  | +1  |
| Ghana           | 3   | 2  | 1  | 0  | 1  | 1  | 1  | 0   |
| Nigeria         | 1   | 2  | 0  | 1  | 1  | 1  | 2  | -1  |

| 06 de diciembre de 2020 | Nigeria      | 1:1 (0:0) | Costa de Marfil | Estadio Charles de Gaulle, Porto Novo                                      |                                                                            |
| 16:00                   | - Nwaeze 60' | Reporte   | - 90+1' Bi Broh | Árbitro(s): Gnama Aklesso , reemplazado por Stanislas Ahomlanto a los 46'. | Árbitro(s): Gnama Aklesso , reemplazado por Stanislas Ahomlanto a los 46'. |

| 09 de diciembre de 2020 | Ghana      | 1:0 (0:0) | Nigeria | Estadio Charles de Gaulle, Porto Novo |                            |
| 16:00                   | - Boah 83' | Reporte   |         | Árbitro(s): Vincent Kaboré            | Árbitro(s): Vincent Kaboré |

| 12 de diciembre de 2020 | Costa de Marfil | 1:0 (0:0) | Ghana | Estadio Charles de Gaulle, Porto Novo |                                 |
| 16:00                   | - N'Guessan 63' | Reporte   |       | Árbitro(s): Moussa Ahmadou Alou       | Árbitro(s): Moussa Ahmadou Alou |

### Fase final
|  | Semifinales             | Semifinales             |   |                         | Final                   | Final |  |
|  |                         |                         |   |                         |                         |       |  |
|  |                         |                         |   |                         |                         |       |  |
|  | 15 de diciembre de 2020 |                         |   |                         |                         |       |  |
|  | Níger                   | 0(3)                    |   |                         |                         |       |  |
|  | Ghana(p)                | 0(5)                    |   |                         |                         |       |  |
|  |                         |                         |   |                         |                         |       |  |
|  |                         |                         |   |                         | 19 de diciembre de 2020 |       |  |
|  |                         |                         |   |                         | Ghana                   | 2     |  |
|  |                         | Burkina Faso            | 1 |                         |                         |       |  |
|  |                         |                         |   |                         |                         |       |  |
|  |                         |                         |   |                         |                         |       |  |
|  |                         |                         |   |                         | Tercer lugar            |       |  |
|  | 15 de diciembre de 2020 | 15 de diciembre de 2020 |   | 18 de diciembre de 2020 | 18 de diciembre de 2020 |       |  |
|  | Costa de Marfil         | 1                       |   | Níger                   | 0                       |       |  |
|  | Burkina Faso            | 4                       |   |                         | Costa de Marfil         | 2     |  |

#### Semifinal
Los ganadores se clasifican para la Copa Africana de Naciones Sub-20 de 2021.
| 15 de diciembre de 2020 | Níger                                      | 0:0 (0:0 t. s.)(3:5 p.)    | Ghana                                        | Estadio Charles de Gaulle, Porto Novo |                                 |
| 15:30                   |                                            | Reporte                    |                                              | Árbitro(s): Stanislas Ahomlanto       | Árbitro(s): Stanislas Ahomlanto |
|                         |                                            | Tiros desde el punto penal |                                              |                                       |                                 |
|                         | - Ousmane - Litnine - Moumouni - Moustapha |                            | - Essu - Mugeese - Boah - Sulemana - Boateng |                                       |                                 |

| 15 de diciembre de 2020 | Costa de Marfil       | 1:4     | Burkina Faso                                                  | Estadio Charles de Gaulle, Porto Novo |                            |
| 19:00                   | - Ouattara 29' (pen.) | Reporte | - Ouattara 10' - Botué 13' - Bancé 73' (pen.) - Ouédraogo 86' | Árbitro(s): Raphiou Ligali            | Árbitro(s): Raphiou Ligali |

#### Tercer puesto
| 18 de diciembre de 2020 | Níger | 0:2 (0:0) | Costa de Marfil    | Estadio Charles de Gaulle, Porto Novo |                            |
| 19:00                   |       |           | - 65', 70' Brahima | Árbitro(s): Vincent Kaboré            | Árbitro(s): Vincent Kaboré |

#### Final
| 19 de diciembre de 2020 | Ghana                        | 2:1 (1:1) | Burkina Faso | Estadio Charles de Gaulle, Porto Novo |                                   |
| 19:00                   | - Afriyie 21' - Précious 78' | Reporte   | - Botué 15'  | Árbitro(s): Clement Franklin Kpan     | Árbitro(s): Clement Franklin Kpan |

## Zona Central
Guinea Ecuatorial fue sede del Campeonato Sub-20 de la UNIFFAC entre el 15 y el 23 de diciembre de 2020. Los partidos se jugaron en Malabo (Estadio de Malabo).
Todas las horas son locales, WAT (UTC+1).

### Fase de grupos
Ambos ganadores de grupo se clasifican para la Copa de Naciones África Sub-20 de 2021.

#### Grupo A
| Equipo                   | Pts       | PJ        | PG        | PE        | PP        | GF        | GC        | Dif       |
| ------------------------ | --------- | --------- | --------- | --------- | --------- | --------- | --------- | --------- |
| República Centroafricana | 3         | 1         | 1         | 0         | 0         | 2         | 1         | +1        |
| Guinea Ecuatorial        | 0         | 1         | 0         | 0         | 1         | 1         | 2         | -1        |
| Chad                     | Se retiró | Se retiró | Se retiró | Se retiró | Se retiró | Se retiró | Se retiró | Se retiró |

| 15 de diciembre de 2020 | Guinea Ecuatorial | Cancelado | Chad | Estadio de Malabo, Malabo |  |
| 13:30                   |                   | Reporte   |      |                           |  |

| 17 de diciembre de 2020 | República Centroafricana | 2:1     | Guinea Ecuatorial | Estadio de Malabo, Malabo |                  |
| 16:00                   | [[]]                     | Reporte | [[]]              | Árbitro(s): [[]]          | Árbitro(s): [[]] |

| 19 de diciembre de 2020 | Chad | Cancelado | República Centroafricana | Estadio de Malabo, Malabo |  |
| 00:00                   |      | Reporte   |                          |                           |  |

#### Grupo B
| Equipo   | Pts | PJ | PG | PE | PP | GF | GC | Dif |
| -------- | --- | -- | -- | -- | -- | -- | -- | --- |
| Camerún  | 4   | 1  | 1  | 1  | 0  | 4  | 2  | +2  |
| Congo    | 3   | 1  | 1  | 0  | 1  | 3  | 4  | -1  |
| RD Congo | 1   | 1  | 0  | 1  | 1  | 2  | 3  | -1  |

| 15 de diciembre de 2020 | Camerún     | 1:1 (1:0) | República Democrática del Congo | Estadio de Malabo, Malabo         |                                   |
| 16:30                   | - Milla 18' | Reporte   | - 73' Linda Mtanga              | Árbitro(s): Alhadj Allaou Mahamat | Árbitro(s): Alhadj Allaou Mahamat |

| 17 de diciembre de 2020 | Congo | 1:3     | Camerún | Estadio de Malabo, Malabo |                  |
| 19:30                   |       | Reporte |         | Árbitro(s): [[]]          | Árbitro(s): [[]] |

| 19 de diciembre de 2020 | República Democrática del Congo | 1:2     | Congo | Estadio de Malabo, Malabo |                  |
| 00:00                   |                                 | Reporte |       | Árbitro(s): [[]]          | Árbitro(s): [[]] |

### Final
| 22 de diciembre de 2020 | República Centroafricana | 0:3 | Camerún | Estadio de Malabo, Malabo |                  |
| 00:00                   |                          |     |         | Árbitro(s): [[]]          | Árbitro(s): [[]] |

## Zona Centro-Este
Inicialmente, se planeó que las eliminatorias de la CECAFA para la Copa de Naciones de África Sub-20 fueran organizadas por Sudán en octubre-noviembre de 2020, pero luego se cambiaron y se celebraron en Tanzania entre el 22 de noviembre y el 2 de diciembre de 2020. Los partidos se jugaron en Karatu (Black Rhino Academy) y Arusha (Sheikh Amri Abeid Memorial Stadium).
Todas las horas son locales, EAT (UTC+3).

### Fase de grupos
Los 11 equipos se dividieron en 3 grupos, 2 grupos de 4 equipos y 1 grupo de 3 equipos. Los ganadores de cada grupo y los mejores subcampeones avanzaron a las semifinales.

#### Grupo A
| Equipo   | Pts       | PJ        | PG        | PE        | PP        | GF        | GC        | Dif       |
| -------- | --------- | --------- | --------- | --------- | --------- | --------- | --------- | --------- |
| Tanzania | 6         | 2         | 2         | 0         | 0         | 14        | 2         | +12       |
| Yibuti   | 3         | 2         | 1         | 0         | 1         | 3         | 7         | -4        |
| Somalia  | 0         | 2         | 0         | 0         | 2         | 2         | 10        | -8        |
| Ruanda   | Se retiró | Se retiró | Se retiró | Se retiró | Se retiró | Se retiró | Se retiró | Se retiró |

| 22 de noviembre de 2020 | Tanzania                                                                    | 6:1 (0:1) | Yibuti      | Black Rhino Academy, Karatu         |                                     |
| 16:00                   | - Theonasy 52' - Suleiman 65', 72', 90+1' (pen.) - Hamdoun 82' - Haruna 88' | Reporte   | - 14' Kamil | Árbitro(s): Ring Nyier Akech Malong | Árbitro(s): Ring Nyier Akech Malong |

| 24 de noviembre de 2020 | Yibuti                         | 2:1 (0:1) | Somalia   | Black Rhino Academy, Karatu |                             |
| 16:00                   | - Kamil 49' (pen.) - Djama 87' | Reporte   | - 4' Iman | Árbitro(s): Nsoro Ruzindana | Árbitro(s): Nsoro Ruzindana |

| 26 de noviembre de 2020 | Somalia      | 1:8 (1:4) | Tanzania                                                                               | Black Rhino Academy, Karatu           |                                       |
| 16:00                   | - Muhumed 6' | Reporte   | - 4' Suleiman - 15' Starkie - 29', 34', 60' John - 48' Haruna - 65' George - 87' Jabir | Árbitro(s): Mohamed Elsiddig Eltreefe | Árbitro(s): Mohamed Elsiddig Eltreefe |

#### Grupo B
| Equipo        | Pts       | PJ        | PG        | PE        | PP        | GF        | GC        | Dif       |
| ------------- | --------- | --------- | --------- | --------- | --------- | --------- | --------- | --------- |
| Uganda        | 4         | 2         | 1         | 1         | 0         | 6         | 1         | +5        |
| Sudán del Sur | 4         | 2         | 1         | 1         | 0         | 4         | 0         | +4        |
| Burundi       | 0         | 2         | 0         | 0         | 2         | 1         | 10        | -9        |
| Eritrea       | Se retiró | Se retiró | Se retiró | Se retiró | Se retiró | Se retiró | Se retiró | Se retiró |

| 23 de noviembre de 2020 | Sudán del Sur | 0:0     | Uganda | Sheikh Amri Abeid Memorial Stadium, Arusha |                                     |
| 16:00                   |               | Reporte |        | Árbitro(s): Saddam Houssein Mansour        | Árbitro(s): Saddam Houssein Mansour |

| 25 de noviembre de 2020 | Uganda                                                              | 6:1 (2:0) | Burundi            | Sheikh Amri Abeid Memorial Stadium, Arusha |                                  |
| 13:00                   | - Bogere 43', 51' (pen.) - Yiga 45' - Mulugusi 52', 81' - Kizza 88' | Reporte   | - 90+2' Nkurunziza | Árbitro(s): Ahmed Hassan Hussein           | Árbitro(s): Ahmed Hassan Hussein |

| 27 de noviembre de 2020 | Burundi | 0:4 (0:2) | Sudán del Sur                                                  | Sheikh Amri Abeid Memorial Stadium, Arusha |                           |
| 16:00                   |         | Reporte   | - 21' Kundu - 35' Atari - 63' (a.g.) Ntunzwenimana - 89' Biajo | Árbitro(s): Israel Mpaima                  | Árbitro(s): Israel Mpaima |

#### Grupo C
| Equipo  | Pts | PJ | PG | PE | PP | GF | GC | Dif |
| ------- | --- | -- | -- | -- | -- | -- | -- | --- |
| Kenia   | 6   | 2  | 2  | 0  | 0  | 5  | 1  | +4  |
| Etiopía | 3   | 2  | 1  | 0  | 1  | 3  | 5  | -2  |
| Sudán   | 0   | 2  | 0  | 0  | 2  | 3  | 5  | -2  |

| 23 de noviembre de 2020 | Etiopía | 0:3 (0:1) | Kenia                                  | Sheikh Amri Abeid Memorial Stadium, Arusha |                          |
| 13:00                   |         | Reporte   | - 38' Omalla - 46' Odede - 85' Wanyama | Árbitro(s): Martin Sanya                   | Árbitro(s): Martin Sanya |

| 25 de noviembre de 2020 | Sudán             | 2:3 (2:0) | Etiopía                       | Sheikh Amri Abeid Memorial Stadium, Arusha |                               |
| 16:00                   | - Yousif 32', 45' | Reporte   | - 58', 79' Bayse - 72' Balcha | Árbitro(s): Florentina Zablon              | Árbitro(s): Florentina Zablon |

| 27 de noviembre de 2020 | Kenia                      | 2:1 (0:0) | Sudán      | Sheikh Amri Abeid Memorial Stadium, Arusha |                           |
| 13:00                   | - Omoto 56' - Omalla 90+2' | Reporte   | - 84' Nooh | Árbitro(s): William Oloya                  | Árbitro(s): William Oloya |

### Fase final
|  | Semifinales             | Semifinales             |   |                         | Final                   | Final |  |
|  |                         |                         |   |                         |                         |       |  |
|  |                         |                         |   |                         |                         |       |  |
|  | 30 de noviembre de 2020 |                         |   |                         |                         |       |  |
|  | Uganda                  | 3                       |   |                         |                         |       |  |
|  | Kenia                   | 1                       |   |                         |                         |       |  |
|  |                         |                         |   |                         |                         |       |  |
|  |                         |                         |   |                         | 02 de diciembre de 2020 |       |  |
|  |                         |                         |   |                         | Uganda                  | 4     |  |
|  |                         | Tanzania                | 1 |                         |                         |       |  |
|  |                         |                         |   |                         |                         |       |  |
|  |                         |                         |   |                         |                         |       |  |
|  |                         |                         |   |                         | Tercer lugar            |       |  |
|  | 30 de noviembre de 2020 | 30 de noviembre de 2020 |   | 02 de diciembre de 2020 | 02 de diciembre de 2020 |       |  |
|  | Tanzania                | 1                       |   | Kenia                   | 1                       |       |  |
|  | Sudán del Sur           | 0                       |   |                         | Sudán del Sur           | 2     |  |

#### Semifinal
| 30 de noviembre de 2020 | Uganda                                  | 3:1 (2:0) | Kenia         | Black Rhino Academy, Karatu |                           |
| 12:00                   | - Semakula 22' - Bogere 26', 64' (pen.) | Reporte   | - 81' Wanyama | Árbitro(s): Belay Tadesse   | Árbitro(s): Belay Tadesse |

| 30 de noviembre de 2020 | Tanzania     | 1:0 (0:0) | Sudán del Sur | Black Rhino Academy, Karatu |                             |
| 15:30                   | - Haruna 56' | Reporte   |               | Árbitro(s): Nsoro Ruzindana | Árbitro(s): Nsoro Ruzindana |

#### Tercer puesto
| 02 de diciembre de 2020 | Kenia         | 1:2 (1:2) | Sudán del Sur         | Black Rhino Academy, Karatu |                           |
| 12:00                   | - Ochieng 13' | Reporte   | - 3' Biajo - 41' Elia | Árbitro(s): Martin Saanya   | Árbitro(s): Martin Saanya |

#### Final
| 02 de diciembre de 2020 | Uganda                                                     | 4:1 (2:1) | Tanzania              | Black Rhino Academy, Karatu           |                                       |
| 15:30                   | - Basangwa 12' - Sserwadda 45' - Bogere 61' - Semakula 72' | Reporte   | - 30' (pen.) Suleiman | Árbitro(s): Mohamed Elsiddig Eltreefe | Árbitro(s): Mohamed Elsiddig Eltreefe |

## Zona Sur
Los clasificatorios de la COSAFA para la Copa Africana de Naciones Sub-20 fueron inicialmente planeados para ser organizados por Mauricio, pero luego fueron trasladados a Sudáfrica después de que Mauricio se retiró como anfitrión debido a las regulaciones COVID-19. Los partidos se jugaron en Port Elizabeth (Estadio Wolfson y Estadio Gelvandale).
Todas las horas son locales, SAST (UTC+2).

### Fase de grupos
La fase de grupos se jugó en 3 grupos como un round-robin, donde los ganadores de grupo y el mejor subcampeón avanzaron a las semifinales.

#### Grupo A
| Equipo     | Pts | PJ | PG | PE | PP | GF | GC | Dif |
| ---------- | --- | -- | -- | -- | -- | -- | -- | --- |
| Mozambique | 7   | 3  | 2  | 1  | 0  | 3  | 0  | +3  |
| Sudáfrica  | 5   | 3  | 1  | 2  | 0  | 9  | 2  | +7  |
| Zimbabue   | 4   | 3  | 1  | 1  | 1  | 6  | 5  | +1  |
| Lesoto     | 0   | 3  | 0  | 0  | 3  | 1  | 12 | -11 |

| 03 de diciembre de 2020 | Mozambique    | 1:0 (1:0) | Lesoto | Estadio Wolfson, Port Elizabeth |                             |
| 12:30                   | - Cipriano 9' | Reporte   |        | Árbitro(s): Akhona Makalima     | Árbitro(s): Akhona Makalima |

| 03 de diciembre de 2020 | Sudáfrica                     | 2:2 (0:1) | Zimbabue                         | Estadio Wolfson, Port Elizabeth |                            |
| 15:30                   | - Appollis 46' - Makola 90+1' | Reporte   | - 9' Mutimbanyoka - 75' Mujokoro | Árbitro(s): Letticia Viana      | Árbitro(s): Letticia Viana |

| 06 de diciembre de 2020 | Mozambique                        | 2:0 (0:0) | Zimbabue | Estadio Wolfson, Port Elizabeth |                              |
| 12:30                   | - Cipriano 58' (pen.) - Pinho 85' | Reporte   |          | Árbitro(s): Ishmael Chizinga    | Árbitro(s): Ishmael Chizinga |

| 06 de diciembre de 2020 | Sudáfrica                                                                       | 7:0 (3:0) | Lesoto | Estadio Wolfson, Port Elizabeth |                              |
| 15:30                   | - Mohale 6' (a.g.) - Human 17' - Mkiva 43', 62', 86' - Appollis 46' - Myeni 90' | Reporte   |        | Árbitro(s): Keabetswe Dintwa    | Árbitro(s): Keabetswe Dintwa |

| 08 de diciembre de 2020 | Sudáfrica | 0:0     | Mozambique | Estadio Wolfson, Port Elizabeth |                             |
| 15:30                   |           | Reporte |            | Árbitro(s): Lebalang Mokete     | Árbitro(s): Lebalang Mokete |

| 08 de diciembre de 2020 | Zimbabue                                                           | 4:1 (3:1) | Lesoto         | Estadio Gelvandale, Port Elizabeth |                              |
| 15:30                   | - Monyaka 19' (a.g.) - Mandinyenya 22' - Mangiza 33' - Antonio 66' | Reporte   | - 45+2' Lebina | Árbitro(s): Keabetswe Dintwa       | Árbitro(s): Keabetswe Dintwa |

#### Grupo B
| Equipo  | Pts | PJ | PG | PE | PP | GF | GC | Dif |
| ------- | --- | -- | -- | -- | -- | -- | -- | --- |
| Zambia  | 9   | 3  | 3  | 0  | 0  | 5  | 0  | +5  |
| Namibia | 6   | 3  | 2  | 0  | 2  | 3  | 2  | +1  |
| Malaui  | 3   | 3  | 1  | 0  | 2  | 2  | 4  | -2  |
| Comoras | 0   | 3  | 0  | 0  | 3  | 0  | 4  | -4  |

| 04 de diciembre de 2020 | Malaui           | 1:0 (0:0) | Comoras | Estadio Wolfson, Port Elizabeth |                              |
| 12:30                   | - Mologeni 90+4' | Reporte   |         | Árbitro(s): Mathews Hamalila    | Árbitro(s): Mathews Hamalila |

| 04 de diciembre de 2020 | Zambia        | 1:0 (0:0) | Namibia | Estadio Wolfson, Port Elizabeth |                             |
| 15:30                   | - Mashata 62' | Reporte   |         | Árbitro(s): Lebalang Mokete     | Árbitro(s): Lebalang Mokete |

| 07 de diciembre de 2020 | Zambia                        | 2:0 (2:0) | Comoras | Estadio Wolfson, Port Elizabeth |                          |
| 12:30                   | - Chishimba 3' - Bulaya 45+4' | Reporte   |         | Árbitro(s): Abongile Tom        | Árbitro(s): Abongile Tom |

| 07 de diciembre de 2020 | Malaui       | 1:2 (1:2) | Namibia                      | Estadio Wolfson, Port Elizabeth |                            |
| 15:30                   | - Nkhoma 10' | Reporte   | - 14' Jantze - 45+3' Kaninab | Árbitro(s): Letticia Viana      | Árbitro(s): Letticia Viana |

| 09 de diciembre de 2020 | Zambia            | 2:0 (1:0) | Malaui | Estadio Wolfson, Port Elizabeth |                             |
| 15:30                   | - Mukeya 21', 68' | Reporte   |        | Árbitro(s): Akhona Makalima     | Árbitro(s): Akhona Makalima |

| 09 de diciembre de 2020 | Namibia       | 1:0 (0:0) | Comoras | Estadio Gelvandale, Port Elizabeth |                            |
| 15:30                   | - Damaseb 77' | Reporte   |         | Árbitro(s): Letticia Viana         | Árbitro(s): Letticia Viana |

#### Grupo C
| Equipo      | Pts | PJ | PG | PE | PP | GF | GC | Dif |
| ----------- | --- | -- | -- | -- | -- | -- | -- | --- |
| Angola      | 3   | 2  | 1  | 0  | 1  | 4  | 1  | +3  |
| Suazilandia | 3   | 2  | 1  | 0  | 1  | 1  | 1  | 0   |
| Botsuana    | 3   | 2  | 1  | 0  | 1  | 1  | 4  | -3  |

| 04 de diciembre de 2020 | Angola | 0:1 (0:0) | Suazilandia  | Estadio Gelvandale, Port Elizabeth |                          |
| 15:30                   |        | Reporte   | - 77' Ndlovu | Árbitro(s): Abongile Tom           | Árbitro(s): Abongile Tom |

| 06 de diciembre de 2020 | Botsuana | 0:4 (0:1) | Angola                                           | Estadio Gelvandale, Port Elizabeth |                             |
| 15:30                   |          | Reporte   | - 43' (pen.), 90+2' Salvador - 66', 90+4' Gastão | Árbitro(s): Akhona Makalima        | Árbitro(s): Akhona Makalima |

| 08 de diciembre de 2020 | Botsuana     | 1:0 (1:0) | Suazilandia | Estadio Wolfson, Port Elizabeth |                              |
| 12:30                   | - Molefe 42' | Reporte   |             | Árbitro(s): Mathews Hamalila    | Árbitro(s): Mathews Hamalila |

### Fase final
|  | Semifinales             | Semifinales             |   |                         | Final                   | Final |  |
|  |                         |                         |   |                         |                         |       |  |
|  |                         |                         |   |                         |                         |       |  |
|  | 11 de diciembre de 2020 |                         |   |                         |                         |       |  |
|  | Angola                  | 0                       |   |                         |                         |       |  |
|  | Namibia                 | 1                       |   |                         |                         |       |  |
|  |                         |                         |   |                         |                         |       |  |
|  |                         |                         |   |                         | 13 de diciembre de 2020 |       |  |
|  |                         |                         |   |                         | Namibia                 | 0     |  |
|  |                         | Mozambique              | 1 |                         |                         |       |  |
|  |                         |                         |   |                         |                         |       |  |
|  |                         |                         |   |                         |                         |       |  |
|  |                         |                         |   |                         | Tercer lugar            |       |  |
|  | 11 de diciembre de 2020 | 11 de diciembre de 2020 |   | 13 de diciembre de 2020 | 13 de diciembre de 2020 |       |  |
|  | Mozambique (p)          | 0 (5)                   |   | Angola                  | 2                       |       |  |
|  | Zambia                  | 0 (4)                   |   |                         | Zambia                  | 1     |  |

#### Semifinal
| 11 de diciembre de 2020 | Angola | 0:1 (0:0) | Namibia       | Estadio Wolfson, Port Elizabeth |                             |
| 12:00                   |        | Reporte   | - 63' Damaseb | Árbitro(s): Akhona Makalima     | Árbitro(s): Akhona Makalima |

| 11 de diciembre de 2020 | Mozambique                                     | 0:0 (5:4 p.)               | Zambia                                           | Estadio Wolfson, Port Elizabeth |                              |
| 15:30                   |                                                | Reporte                    |                                                  | Árbitro(s): Keabetswe Dintwa    | Árbitro(s): Keabetswe Dintwa |
|                         |                                                | Tiros desde el punto penal |                                                  |                                 |                              |
|                         | - Fumo - Novela - Zeferos - Dlhakama - Augusto |                            | - Mafwenta - Chishimba - Mumba - Chabala - Mumba |                                 |                              |

#### Tercer puesto
| 13 de diciembre de 2020 | Angola                         | 2:1 (2:0) | Zambia             | Estadio Wolfson, Port Elizabeth |                  |
| 12:00                   | - Benvindo 21' - Ambrosini 37' | Reporte   | - 57' (pen.) Mumba | Árbitro(s): [[]]                | Árbitro(s): [[]] |

#### Final
| 13 de diciembre de 2020 | Namibia | 0:1 (0:1) | Mozambique    | Estadio Wolfson, Port Elizabeth |                  |
| 15:30                   |         | Reporte   | - 31' Augusto | Árbitro(s): [[]]                | Árbitro(s): [[]] |

## Equipos calificados
Los siguientes 12 equipos se clasifican para el torneo final.
| Equipo                   | Zona             | Clasificado en fecha     | Apariciones previas en la Copa Africana de Naciones Sub-201 únicamente fase final (desde 1991) |
| ------------------------ | ---------------- | ------------------------ | ---------------------------------------------------------------------------------------------- |
| Mauritania (hosts)       | Zona Oeste A     | 28 de septiembre de 2018 | 0 (debut)                                                                                      |
| Marruecos                | Zona Norte       | 24 de diciembre de 2020  | 4 (1993, 1997, 2003, 2005)                                                                     |
| Túnez                    | Zona Norte       | 24 de diciembre de 2020  | 0 (debut)                                                                                      |
| Gambia                   | Zona Oeste A     | 29 de noviembre de 2020  | 2 (2007, 2011)                                                                                 |
| Ghana                    | Zona Oeste B     | 15 de diciembre de 2020  | 11 (1991, 1993, 1997, 1999, 2001, 2003, 2009, 2011, 2013, 2015, 2019)                          |
| Burkina Faso             | Zona Oeste B     | 15 de diciembre de 2020  | 3 (2003, 2007, 2019)                                                                           |
| República Centroafricana | Zona Central     | 17 de diciembre de 2020  | 0 (debut)                                                                                      |
| Camerún                  | Zona Central     | 19 de diciembre de 2020  | 9 (1991, 1993, 1995, 1999, 2001, 2007, 2009, 2011, 2017)                                       |
| Uganda                   | Zona Centro-Este | 30 de noviembre de 2020  | 0 (debut)                                                                                      |
| Tanzania                 | Zona Centro-Este | 30 de noviembre de 2020  | 0 (debut)                                                                                      |
| Namibia                  | Zona Sur         | 11 de diciembre de 2020  | 0 (debut)                                                                                      |
| Mozambique               | Zona Sur         | 11 de diciembre de 2020  | 0 (debut)                                                                                      |

1 Negrita indica campeones de ese año. La cursiva indica los hosts de ese año.